# Аеростатика
Аеростатика је област физике која се бави проучавањем гасова који се не крећу. Она је део једне шире дисциплине која се зове статика флуида. Уколико се гас креће или се тело у гасу креће тада се то изучава у аеродинамици.
Основне величине од интереса за аеростатику су притисак, температура, густина и запремина гаса.